# Соляр, Игорь Ярославович
Игорь Ярославович Соляр (род. 30 января 1968, Нестеров, Львовская область) — украинский историк. Доктор исторических наук (2012), профессор (2020).

## Биография
Родился 30 января 1968 в г. Нестерове (ныне — Жолква) Львовской области.
В 1991 году окончил исторический факультет Ивано-Франковского педагогического института имени Василия Стефаника.
С 1994 года в Институте украиноведения имени И. Крипякевича НАН Украины: аспирант отдела новейшей истории (1991—1994), историк-архивист (1994—1997), младший научный сотрудник (1997—2006), научный сотрудник (2006—2011), старший научный сотрудник отдела новейшей истории (2011—2013), заместитель директора по научной работе (2013—2015), директор Института (с 2018 года до сих пор).
В 1995 году защитил кандидатскую диссертацию на тему «Проблема консолидации национально-государственных сил Западной Украины (1923—1928)» (научный руководитель — профессор, доктор исторических наук Ю. Ю. Сливка)
В 2004 присвоено учёное звание доцента кафедры политических наук и философии.
В 2012 защитил докторскую диссертацию «Внешние ориентации национально-государственных партий Западной Украины (1923—1939)» (научный консультант — профессор, доктор исторических наук И. Г. Патер).
В 2014 присвоено учёное звание старшего научного сотрудника по специальности «история Украины».
Преподавательская деятельность: Львовская академическая гимназия (1997—2000), Львовский национальный университет имени Ивана Франко (1998—1999), Национальный лесотехнический университет (2000—2002), Львовский региональный институт государственного управления НАГУ при Президенте Украины (2002—2005), Национальная академия сухопутных войск им. гетмана П. Сагайдачного (с 2015 года до сих пор).
Член экспертной комиссии ДАКиЛ МОН Украины по историческим наукам (с 2015).
Член Специализированного ученого совета Д 35.222.01 Института украиноведения им. И. Крипякевича НАН Украины и Института народоведения НАН Украины, с 2013 года — заместитель председателя Специализированного ученого совета Д 35.222.01, с 2019 — Председатель Специализированного ученого совета Д 35.222.01.
Член редколлегии научных сборников «Новейшие времена», «Украина: культурное наследие, национальное сознание, государственность».